# Torneo Apertura 2019 Femenino (Guatemala)
El Torneo Apertura 2019 será el torneo que dé inicio a la Temporada 2019-20 de la Liga Nacional de Fútbol Femenino de Guatemala.
Contará con la participación de 20 equipos, tras el abandono de Pacayitas del grupo 3 antes del inicio del campeonato.

## Sistema de competición
El torneo se divide en dos partes:
- Fase de clasificación: Formado por los 114 partidos en las 14 jornadas disputadas.
- Fase final: Cuartos de final, semifinales y final.

### Fase de clasificación
Los 20 equipos divididos en 2 grupos de 7 y uno de 6 participantes jugarán una ronda clasificatoria de todos contra todos en visita recíproca entre su grupo, terminando en 14 fechas totales de 6 partidos cada una para los grupos de 7, y 10 fechas de 3 partidos para el grupo de 6 sumando un total de 114 partidos clasificatorios. Se utiliza un sistema de puntos, que se presenta así:
- Por victoria, se obtendrán 3 puntos.
- Por empate, se obtendrá 1 punto.
- Por derrota no se obtendrán puntos.

Al finalizar las 14 jornadas totales, la tabla se ordenará con base en los clubes que hayan obtenido la mayoría de puntos, en caso de empates, se toman los siguientes criterios:
1. Puntos
2. Puntos obtenidos entre los equipos empatados
3. Diferencial de goles
4. Goles anotados
5. Goles anotados en condición visitante.

### Fase final
Al final de la fase de clasificación, ocho equipos pasarán a la siguiente ronda, dispuestos de la siguiente manera:
- Cuatro equipos del Grupo 1
- Dos equipos del Grupo 2
- Dos equipos del Grupo 3

(Los cupos fueron definidos con base en las actuaciones pasadas de los equipos que conforman los grupos).
Una vez determinados los clasificados, se recurrirá a la tabla general para realizar los enfrentamientos, de la siguiente forma:
1° vs 8°
4° vs 5°
3° vs 6°
2° vs 7°
Los clubes vencedores en los partidos de cuartos de final y semifinales serán aquellos que en los dos juegos anoten el mayor número de goles. De existir empate en el número de goles anotados, la posición se definirá a favor del club con mayor cantidad de goles a favor cuando actúe como visitante.
Si una vez aplicado el criterio anterior los clubes siguieran empatados, se observará la posición de los clubes en la tabla general de clasificación.
Los ganadores de las semifinales se enfrentarán en la Gran Final, disputándose a ida y vuelta, el mejor clasificado entre los finalistas jugará el último partido en su estadio.

## Equipos participantes
| Grupo 1        | Grupo 1                          | Grupo 2         | Grupo 2                    | Grupo 3                | Grupo 3                    |
| Equipo         | Ciudad                           | Equipo          | Ciudad                     | Equipo                 | Ciudad                     |
| -------------- | -------------------------------- | --------------- | -------------------------- | ---------------------- | -------------------------- |
| Amatitlán      | Amatitlán, Guatemala             | Aurora          | Ciudad de Guatemala        | Academia CSD Municipal | Ciudad de Guatemala        |
| Chimaltecas    | Chimaltenango, Chimaltenango     | Bárcena         | Villa Nueva, Guatemala     | Coatepeque             | Coatepeque, Quetzaltenango |
| Cobaneras      | Cobán, Alta Verapaz              | Ciudad Vieja    | Ciudad Vieja, Sacatepéquez | Gardenias              | Coatepeque, Quetzaltenango |
| Comunicaciones | Ciudad de Guatemala              | Mataquescuintla | Mataquescuintla, Jalapa    | Malacateco             | Malacatán, San Marcos      |
| Concepción     | Concepción Las Minas, Chiquimula | Muniguate       | Ciudad de Guatemala        | Nueva Concepción       | Nueva Concepción,Escuintla |
| UNIFUT-Rosal   | Ciudad de Guatemala              | Pares           | Ciudad de Guatemala        | San Marcos             | San Marcos, San Marcos     |
| Xelafem        | Quetzaltenango, Quetzaltenango   | Santa Isabel II | Ciudad de Guatemala        |                        |                            |

## Clasificación

### Grupo 1
|                                               | Pos. | Equipos        | PJ | PG | PE | PP | GF | GC | Dif. | PTS | Clasificación    |
| --------------------------------------------- | ---- | -------------- | -- | -- | -- | -- | -- | -- | ---- | --- | ---------------- |
|                                               | 1º   | UNIFUT-Rosal   | 12 | 10 | 1  | 1  | 43 | 9  | +34  | 31  | Cuartos de final |
|                                               | 2º   | Xelafem        | 12 | 10 | 1  | 1  | 33 | 7  | +26  | 31  | Cuartos de final |
|                                               | 3º   | Comunicaciones | 12 | 7  | 2  | 3  | 44 | 21 | +23  | 23  | Cuartos de final |
|                                               | 4º   | Amatitlán      | 12 | 4  | 2  | 6  | 17 | 28 | -11  | 14  | Cuartos de final |
|                                               | 5º   | Cobaneras      | 12 | 4  | 0  | 8  | 11 | 28 | -17  | 12  |                  |
|                                               | 6º   | Chimaltecas    | 12 | 1  | 3  | 8  | 10 | 36 | -26  | 6   |                  |
|                                               | 7º   | Concepción     | 12 | 1  | 1  | 10 | 10 | 38 | -28  | 4   |                  |
| Última actualización: 20 de noviembre de 2019 |      |                |    |    |    |    |    |    |      |     |                  |

### Grupo 2
|                                               | Pos. | Equipos         | PJ | PG | PE | PP | GF | GC | Dif. | PTS | Clasificación    |
| --------------------------------------------- | ---- | --------------- | -- | -- | -- | -- | -- | -- | ---- | --- | ---------------- |
|                                               | 1º   | Pares           | 12 | 10 | 2  | 0  | 32 | 6  | +26  | 32  | Cuartos de final |
|                                               | 2º   | Muniguate       | 12 | 9  | 1  | 2  | 34 | 13 | +21  | 28  | Cuartos de final |
|                                               | 3º   | Santa Isabel II | 12 | 6  | 2  | 4  | 26 | 19 | +7   | 20  |                  |
|                                               | 4º   | Mataquescuintla | 12 | 4  | 2  | 6  | 10 | 14 | -4   | 14  |                  |
|                                               | 5º   | Aurora          | 12 | 3  | 2  | 7  | 20 | 18 | +2   | 11  |                  |
|                                               | 6º   | Bárcena         | 12 | 3  | 2  | 7  | 20 | 38 | -18  | 11  |                  |
|                                               | 7º   | Ciudad Vieja    | 12 | 1  | 1  | 10 | 15 | 50 | -35  | 4   |                  |
| Última actualización: 20 de noviembre de 2019 |      |                 |    |    |    |    |    |    |      |     |                  |

### Grupo 3
|                                               | Pos. | Equipos          | PJ | PG | PE | PP | GF | GC | Dif.   | PTS | Clasificación    |
| --------------------------------------------- | ---- | ---------------- | -- | -- | -- | -- | -- | -- | ------ | --- | ---------------- |
|                                               | 1º   | San Marcos       | 8  | 7  | 0  | 1  | 56 | 10 | +46    | 21  | Cuartos de final |
|                                               | 2º   | Gardenias        | 8  | 7  | 0  | 1  | 38 | 5  | +33    | 21  | Cuartos de final |
|                                               | 3º   | Malacateco       | 8  | 2  | 2  | 4  | 8  | 24 | -16    | 8   |                  |
|                                               | 4º   | Nueva Concepción | 8  | 0  | 2  | 6  | 6  | 47 | -41    | 2   |                  |
|                                               | 5º   | Coatepeque       | 8  | 1  | 2  | 5  | 16 | 38 | -22(5) | -1* |                  |
| Última actualización: 20 de noviembre de 2019 |      |                  |    |    |    |    |    |    |        |     |                  |

*Nueva Concepción posee una deducción de 6 puntos por incumplimiento de categoría sub-17 y sub-20, según la resolución 27-2019.

## Fase final
|  | Cuartos de final | Cuartos de final | Cuartos de final |   |              | Semifinales | Semifinales | Semifinales |  |  | Final        | Final | Final |
|  |                  |                  |                  |   |              |             |             |             |  |  |              |       |       |
|  |                  |                  |                  |   |              |             |             |             |  |  |              |       |       |
|  | Muniguate        | 2                | 0                |   |              |             |             |             |  |  |              |       |       |
|  | UNIFUT-Rosal     | 4                | 1                |   |              |             |             |             |  |  |              |       |       |
|  | UNIFUT-Rosal     | 4                | 1                |   | UNIFUT-Rosal | 2           | 0           |             |  |  |              |       |       |
|  |                  |                  |                  |   | UNIFUT-Rosal | 2           | 0           |             |  |  |              |       |       |
|  |                  | San Marcos       | 0                | 1 |              |             |             |             |  |  |              |       |       |
|  | San Marcos       | San Marcos       | 0                | 1 | 2            | 3           |             |             |  |  |              |       |       |
|  | San Marcos       |                  |                  |   | 2            | 3           |             |             |  |  |              |       |       |
|  | Amatitlán        | 1                | 2                |   |              |             |             |             |  |  |              |       |       |
|  |                  |                  |                  |   |              |             |             |             |  |  | UNIFUT-Rosal | 4     | 1     |
|  |                  |                  | Xelafem          | 0 | 0            |             |             |             |  |  |              |       |       |
|  | Gardenias        | 7                | 0                |   |              |             |             |             |  |  |              |       |       |
|  | Xelafem          | 3                | 5                |   |              |             |             |             |  |  |              |       |       |
|  | Xelafem          | 3                | 5                |   | Xelafem      | 3           | 1           |             |  |  |              |       |       |
|  |                  |                  |                  |   | Xelafem      | 3           | 1           |             |  |  |              |       |       |
|  |                  | Comunicaciones   | 2                | 1 |              |             |             |             |  |  |              |       |       |
|  | Pares            | Comunicaciones   | 2                | 1 | 1            | 0           |             |             |  |  |              |       |       |
|  | Pares            |                  |                  |   | 1            | 0           |             |             |  |  |              |       |       |
|  | Comunicaciones   | 5                | 4                |   |              |             |             |             |  |  |              |       |       |

### Cuartos de final
| Fechas               | Local en la ida | Global | Local en la vuelta | Ida   | Vuelta |
| -------------------- | --------------- | ------ | ------------------ | ----- | ------ |
| 10 y 17 de noviembre | Pares           | 1 - 9  | Comunicaciones     | 1 - 5 | 0 - 4  |
| 10 y 17 de noviembre | San Marcos      | 5 - 3  | Amatitlán          | 2 - 1 | 3 - 2  |
| 20 y 24 de noviembre | Gardenias       | 7 - 8  | Xelafem            | 7 - 3 | 0 - 5  |
| 20 y 24 de noviembre | Muniguate       | 2 - 5  | UNIFUT-Rosal       | 2 - 4 | 0 - 1  |

### Semifinales
| Fechas             | Local en la ida | Global | Local en la vuelta | Ida   | Vuelta |
| ------------------ | --------------- | ------ | ------------------ | ----- | ------ |
| 1 y 8 de diciembre | Comunicaciones  | 3 - 4  | Xelafem            | 2 - 3 | 1 - 1  |
| 1 y 8 de diciembre | San Marcos      | 1 - 2  | UNIFUT-Rosal       | 0 - 2 | 1 - 0  |

### Final
| Fechas               | Local en la ida | Global | Local en la vuelta | Ida   | Vuelta |
| -------------------- | --------------- | ------ | ------------------ | ----- | ------ |
| 15 y 22 de diciembre | Xelafem         | 0 - 5  | UNIFUT-Rosal       | 0 - 4 | 0 - 1  |

|                        |
| Campeón UNIFUT - Rosal |
| 17° título             |

- Datos: Q97369174